# Angelo Tchen
Vetea Angelo Tchen (8 de março de 1982) é um futebolista taitiano que atua como lateral-esquerdo ou zagueiro. Atualmente, joga pelo AS Tefana.

## Carreira em clubes
Tchen iniciou a carreira de jogador em 2000, no AS Tefana, não tendo atuado em nenhum outro clube desde então. Pelos Arqueiros, foi campeão taitiano de futebol em 4 oportunidades e venceu ainda a Copa do Taiti por 6 vezes.

## Na seleção
Convocado para a Seleção Taitiana desde 2001, Tchen é o jogador que mais disputou jogos pelos Guerreiros de Ferro, com 34 partidas. Seu único gol foi contra a inexpressiva Seleção Micronésia, em partida válida pelos Jogos do Pacífico Sul de 2003 que terminou em 17 a 0 para o território ultramarino francês.
Fez parte do elenco campeão da Copa das Nações da OFC de 2012, mas foi preterido por Eddy Etaeta na convocação para a Copa das Confederações realizada no ano seguinte.
Além da seleção de futebol de campo, o lateral/zagueiro integra ainda a equipe de futebol de areia desde 2002, participando inclusive da Copa do Mundo da modalidade em 2011, realizada na Itália - o Taiti ficou em 12º lugar entre 16 seleções.